# Trần Văn Sáu (Đồng Tháp)
Trần Văn Sáu (sinh ngày 21 tháng 5 năm 1966) là Đại biểu Quốc hội nước Cộng hòa xã hội chủ nghĩa Việt Nam. Ông hiện là Tỉnh ủy viên, Phó Trưởng Đoàn Đại biểu Quốc hội chuyên trách tỉnh Đồng Tháp, Đại biểu Quốc hội khóa XV từ Đồng Tháp. Ông từng là Bí thư Huyện ủy Lấp Vò, Đồng Tháp; Phó Trưởng Ban thường trực Ban Dân vận Tỉnh ủy Đồng Tháp.
Trần Văn Sáu là đảng viên Đảng Cộng sản Việt Nam, học vị Cử nhân Xã hội học, Thạc sĩ Quản lý giáo dục, Cao cấp lý luận chính trị. Ông có 40 năm sự nghiệp đều công tác ở quê nhà Đồng Tháp.

## Xuất thân và giáo dục
Trần Văn Sáu sinh ngày 21 tháng 5 năm 1966 tại thành phố Sa Đéc, tỉnh Đồng Tháp, quê quán tại xã Long Hưng A, huyện Lấp Vò, tỉnh Đồng Tháp. Ông lớn lên và tốt nghiệp phổ thông ở Sa Đéc, ra thủ đô Hà Nội học Đại học Thanh vận tại Trường Đoàn cao cấp Trung ương, nay là Học viện Thanh thiếu niên Việt Nam, rồi tốt nghiệp Cử nhân Xã hội học vào năm 1988. Sau đó, ông tiếp tục học cao học và nhận bằng Thạc sĩ Quản lý giáo dục. Ông được kết nạp Đảng Cộng sản Việt Nam vào ngày 11 tháng 5 năm 1989, trở thành đảng viên chính thức sau đó 1 năm, từng theo học các khóa chính trị ở Học viện Chính trị Quốc gia Hồ Chí Minh và tốt nghiệp Cao cấp lý luận chính trị. Hiện ông thường trú ở phường Mỹ Phú, thành phố Cao Lãnh, tỉnh Đồng Tháp.

## Sự nghiệp
Tháng 4 năm 1984, sau khi tốt nghiệp phổ thông, Trần Văn Sáu tham gia công tác Đoàn Thanh niên Cộng sản Hồ Chí Minh, là Cán bộ Huyện Đoàn Thạnh Hưng, tỉnh Đồng Tháp. Ông ra thủ đô học đại học 4 năm cho đến tháng 10 năm 1988 thì trở lại Đồng Tháp, nhậm chức Phó Bí thư Huyện Đoàn Thạnh Hưng, sau khi được kết nạp Đảng Cộng sản thì giữ vị trí Tổ trưởng Tổ Đảng. Tháng 8 năm 1992, ông được điều lên Tỉnh đoàn Đồng Tháp, là Quyền Chánh Văn phòng Tỉnh Đoàn, Phó Chủ tịch Hội Liên hiệp Thanh niên Việt Nam tỉnh Đồng Tháp, Chi ủy viên Chi bộ Tỉnh Đoàn. Tháng 9 năm 2000, sau hơn 10 năm hoạt động thanh niên, Trần Văn Sáu được điều sang Ban Dân vận Tỉnh ủy Đồng Tháp, lần lượt là Trưởng phòng rồi Phó Trưởng Ban Dân vận Tỉnh ủy, Phó Bí thư Chi bộ Ban. Tháng 5 năm 2009, ông được điều về huyện Châu Thành, nhậm chức Phó Bí thư Huyện ủy Châu Thành, giữ chức 1 năm thì trở lại làm Phó Trưởng Ban Dân vận Tỉnh ủy từ tháng 6 năm 2010. Trong giai đoạn này, ông cũng là Đại biểu Hội đồng nhân dân tỉnh Đồng Tháp khóa VIII, nhiệm kỳ 2011–2016, và khóa IX, nhiệm kỳ 2016–2021.
Tháng 12 năm 2015, tại Đại hội Đảng bộ tỉnh Đồng Tháp lần thứ X, nhiệm kỳ 2015–2020, Trần Văn Sáu được bầu vào Ban Chấp hành Đảng bộ tỉnh, là Phó Trưởng Ban thường trực Ban Dân vận Tỉnh ủy, Bí thư Chi bộ Ban. Năm 2020, ông tái đắc cử Tỉnh ủy viên tại Đại hội Đảng bộ tỉnh Đồng Tháp lần thứ XI, nhiệm kỳ 2020–2025, được điều về huyện Lấp Vò nhậm chức Phó Bí thư Huyện ủy rồi Bí thư Huyện ủy. Năm 2021, với sự giới thiệu của Tỉnh ủy, ông tham gia ứng cử đại biểu Quốc hội từ Đồng Tháp, tại đơn vị bầu cử số 3 gồm thành phố Sa Đéc, huyện Lấp Vò, Lai Vung, Châu Thành, rồi trúng cử Đại biểu Quốc hội khóa XV với tỷ lệ 65,70%. Ngày 23 tháng 7 năm 2021, ông được phê chuẩn làm Phó Trưởng Đoàn Đại biểu Quốc hội chuyên trách tỉnh Đồng Tháp, Ủy viên Ủy ban Xã hội của Quốc hội.

## Khen thưởng
- Huân chương Lao động hạng Nhì;
- Huân chương Lao động hạng Ba;